# Gossypium sturtianum
Gossypium sturtianum är en malvaväxtart som beskrevs av James Hamlyn Willis. Gossypium sturtianum ingår i släktet bomull, och familjen malvaväxter. Utöver nominatformen finns också underarten G. s. nandewarense.

## Bildgalleri

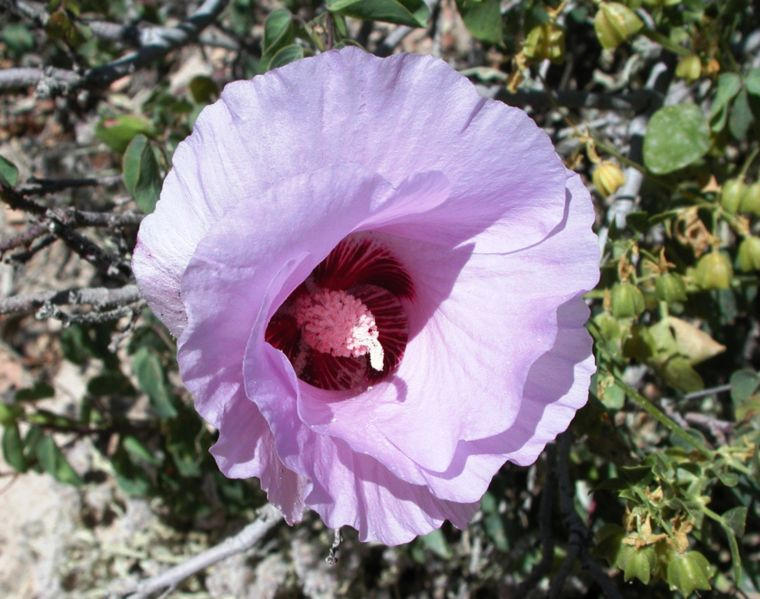
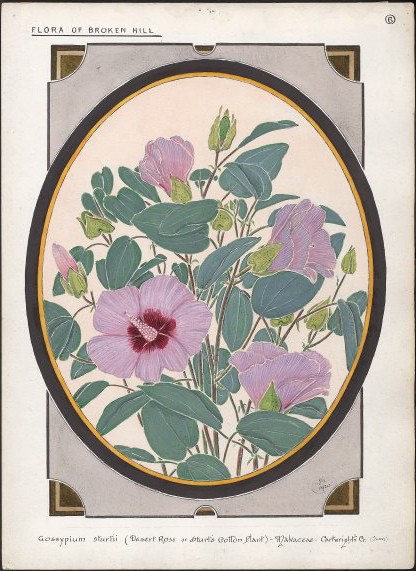